# Cégjegyzékszámok Magyarországon
A cégjegyzékszám a cég egyedi azonosítója.
A BS-CF-NNNNNN formátumú cégjegyzékszám három jól elkülöníthető részből áll:
- BS a céget nyilvántartó bíróság két számjegyű sorszáma,
- CF a cégformára utaló két számjegyű jelzőszám,
- NNNNNN pedig a cégjegyzéket vezető bíróságon kiadott hat számjegyből álló sorszám.

| Sorszám | Bíróság                                                           |
| ------- | ----------------------------------------------------------------- |
| 01      | Főváros: Fővárosi Törvényszék Cégbírósága                         |
| 02      | Baranya megye: Pécsi Törvényszék Cégbírósága                      |
| 03      | Bács-Kiskun megye: Kecskeméti Törvényszék Cégbírósága             |
| 04      | Békés megye: Gyulai Törvényszék Cégbírósága                       |
| 05      | Borsod-Abaúj-Zemplén megye: Miskolci Törvényszék Cégbírósága      |
| 06      | Csongrád megye: Szegedi Törvényszék Cégbírósága                   |
| 07      | Fejér megye: Székesfehérvári Törvényszék Cégbírósága              |
| 08      | Győr-Moson-Sopron megye: Győri Törvényszék Cégbírósága            |
| 09      | Hajdú-Bihar megye: Debreceni Törvényszék Cégbírósága              |
| 10      | Heves megye: Egri Törvényszék Cégbírósága                         |
| 11      | Komárom-Esztergom megye: Tatabányai Törvényszék Cégbírósága       |
| 12      | Nógrád megye: Balassagyarmati Törvényszék Cégbírósága             |
| 13      | Pest megye: Budapest Környéki Törvényszék Cégbírósága             |
| 14      | Somogy megye: Kaposvári Törvényszék Cégbírósága                   |
| 15      | Szabolcs-Szatmár-Bereg megye: Nyíregyházi Törvényszék Cégbírósága |
| 16      | Jász-Nagykun-Szolnok megye: Szolnoki Törvényszék Cégbírósága      |
| 17      | Tolna megye: Szekszárdi Törvényszék Cégbírósága                   |
| 18      | Vas megye: Szombathelyi Törvényszék Cégbírósága                   |
| 19      | Veszprém megye: Veszprémi Törvényszék Cégbírósága                 |
| 20      | Zala megye: Zalaegerszegi Törvényszék Cégbírósága                 |

| Jelzőszám | Cégforma                                                                |
| --------- | ----------------------------------------------------------------------- |
| 01        | Vállalat                                                                |
| 02        | Szövetkezet                                                             |
| 03        | Közkereseti társaság                                                    |
| 04        | Gazdasági munkaközösség *                                               |
| 05        | Jogi személy felelősségvállalásával működő gazdasági munkaközösség *    |
| 06        | Betéti társaság                                                         |
| 07        | Egyesülés                                                               |
| 08        | Közös vállalat                                                          |
| 09        | Korlátolt felelősségű társaság                                          |
| 10        | Részvénytársaság                                                        |
| 11        | Egyéni cég                                                              |
| 12        | Külföldiek magyarországi közvetlen kereskedelmi képviselete             |
| 13        | Oktatói munkaközösség                                                   |
| 14        | Közhasznú társaság                                                      |
| 15        | Erdőbirtokossági társulat                                               |
| 16        | Vízgazdálkodási társulat                                                |
| 17        | Külföldi vállalkozás magyarországi fióktelepe                           |
| 18        | Végrehajtói iroda                                                       |
| 19        | Európai gazdasági egyesülés                                             |
| 20        | Európai részvénytársaság                                                |
| 21        | Közjegyzői iroda                                                        |
| 22        | Külföldi székhelyű európai gazdasági egyesülés magyarországi telephelye |
| 23        | Európai szövetkezet                                                     |

A *-gal jelölt cégformákat a vonatkozó törvény törölte a választható cégformák sorából. Mindazonáltal a korábban ezekben a formákban működött cégek adatai lekérdezhetők az országos nyilvántartásból.